# Сваруха (Ивановская область)
Сваруха — деревня в Лухском районе Ивановской области. Входит в состав Порздневского сельского поселения.

## География
Находится в восточной части Ивановской области на расстоянии приблизительно 18 км на восток-северо-восток по прямой от районного центра поселка Лух на правом берегу речки Добрица.

## История
В 1872 году здесь (тогда деревня в составе Юрьевецкого уезда Костромской губернии) был учтен 21 двор, в 1907 году —38.

## Население
Постоянное население составляло 132 человека (1872 год), 117 (1897), 168 (1907), 88 в 2002 году (русские 100 %), 73 в 2010.